# Guillot i Llebre salven el bosc
Guillot i Llebre salven el bosc (títol original en anglès, Fox and Hare Save the Forest; i en neerlandès, Vos & Haas redden het bos) és una pel·lícula de drama d'aventures animada del 2024 dirigida per Mascha Halberstad i escrita per Fabie Hulsebos. Adaptat de la sèrie de llibres Vos en Haas en de Bosbaas de l'autora flamenca Sylvia Vanden Heede, explica la història d'un bosc on comencen a passar coses estranyes. S'ha doblat i subtitulat al català.
Es tracta d'una coproducció europea. Va ser seleccionada a la secció Generation Kplus del 74è Festival Internacional de Cinema de Berlín, on es va estrenar el 18 de febrer i va competir per l'Os de Cristall a la millor pel·lícula.